# Massacre de Naliboki

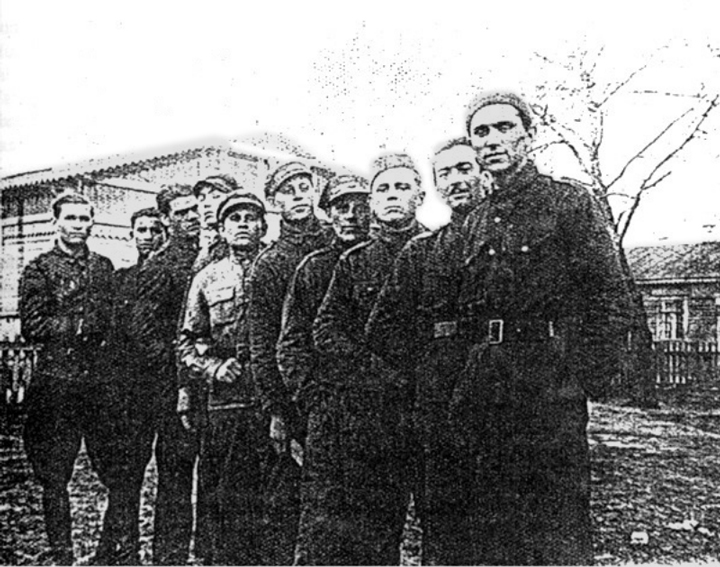
Unidade de auto-defesa de Naliboki, publicado no livro de Mieczyslaw Kimowicz, O Ultimo Dia de Naliboki

O Massacre de Naliboki foi cometido em 08 de maio de 1943 por Partisanen soviéticos, com a participação dos chamados Bielski-Brüder, os irmãos Bielski.

## O local
Naliboki é um povoado na unidade administrativa de Stoubzy (Rajon Stoubzy), na Woblast Minsk, na Bielorrussia.

## O crime
Os irmãos Bielski mantinham-se escondidos na floresta de Naliboki. Criminosos, apregoados pela mídia atual como guerrilheiros nacionalistas, mantinham a população, em grande parte polonesa, sob permanente tensão. Em 08 de maio de 1943, Partisanen soviéticos, com a ajuda dos irmãos Bielski, invadiram o povoado de Naliboki e assassinaram aproximadamente 150 pessoas